# Pacifische vioolrog
De Pacifische vioolrog (Pseudobatos productus) is een vissensoort uit de familie van de vioolroggen (Rhinobatidae). De wetenschappelijke naam van de soort is voor het eerst geldig gepubliceerd in 1854 door Ayres.

## Kenmerken
Deze soort heeft een rolrond, haaiachtig lichaam met een platte kop, die doorschijnende verbredingen aan weerszijden van de snuit heeft. De borstvinnen zijn breed en afgerond. De staart heeft een driehoekige vorm. De lichaamslengte bedraagt maximaal 150 cm en het gewicht 15 tot 18 kg.

## Leefwijze
Deze meestal solitair levende dieren voeden zich met kleine bodemvissen, kreeftachtigen en wormen, die ze uit de bodem opwoelen. Ze graven zich meestal in zand- of slikbodems in.

## Voortplanting
Ze leven meestal solitair, maar soms komen ze in grote groepen samen, mogelijk om zich voort te planten. De eieren komen in het vrouwtje uit. Het vrouwtje baart per keer 5 tot 25 jongen, die bij de geboorte ongeveer 15 cm lang zijn.

## Verspreiding en leefgebied
Deze soort komt voor in de warmere delen van de oostelijke Grote Oceaan. In de zomermaanden zijn ze vaak dichter bij de kust in ondiep water te vinden.